# Gamochaeta alpina
Gamochaeta alpina là một loài thực vật có hoa trong họ Cúc. Loài này được (Poepp. & Endl.) Anderb. & S.E.Freire mô tả khoa học đầu tiên năm 1991.